# Помут
Помут — река в России, протекает по территории Белоярского района Ханты-Мансийского автономного округа. Устье реки находится в 304 км по левому берегу Казыма. Длина реки — 156 км, площадь водосборного бассейна — 2380 км².

## Притоки
(км от устья)
- Шаксоим лв
- 23 км: Унсоим (лв)
- Сонгнёлкальсоим (пр)
- 77 км: Хулсортсоим (лв)
- Хыщнёлкальсоим (пр)
- Калангсоим (пр)
- Хадасьсоим (пр)
- 96 км: Кальодынгсоим (лв)
- Похрынайюган (пр)
- 106 км: Тобазомстысоим (лв)
- 114 км: Сомлисоим (лв)
- Лорхотъюган (пр)
- 133 км: Калькутопъюган (пр)
- Нярсоим (лв)
- 138 км: Кальпетъюган (пр)
- 147 км: Соромпомут (пр)
- Пэртсоим (лв)
- 156 км: Лоръёгарт (пр)
- 156 км: Юхытъёгарт (лв)

## Данные водного реестра
По данным государственного водного реестра России относится к Нижнеобскому бассейновому округу, водохозяйственный участок реки — Обь от впадения Иртыша до впадения реки Северная Сосьва, речной подбассейн реки — бассейны притока Оби от Иртыша до впадения Северной Сосьвы. Речной бассейн реки — (Нижняя) Обь от впадения Иртыша.